# Línia Llobregat-Anoia
La línia Llobregat-Anoia és una línia de Ferrocarrils de la Generalitat de Catalunya (FGC) que connecta Barcelona amb el Baix Llobregat, l'Anoia i el Bages a través de la Gran Via de les Corts Catalanes i el corredor del Llobregat. La línia té la terminal barcelonina a Plaça Espanya i al nord de l'estació de Martorell-Enllaç es bifurca per anar fins a Igualada o Manresa.
FGC opera la línia amb 9 serveis de viatgers: un servei de metro (L8) entre Barcelona i Sant Boi (Molí Nou), quatre línies de suburbans (S3, S4, S8 i S9) i quatre línies de rodalia (R5, R50, R6 i R60). A més de la denominació de línia Llobregat-Anoia, FGC empra la denominació metro del Baix Llobregat per als serveis de metro i suburbans. També s'operen dos serveis de mercaderies, entre Súria i el Port de Barcelona (transport de potassa), i entre Martorell i el Port de Barcelona (transport d'automòbils nous de SEAT).
La línia és de via mètrica; per això, quan es va construir es va guanyar el sobrenom de carrilet. Els trens de viatgers estan formats per una o dues unitats de tren de la sèrie 213, que tenen al cotxe central una plataforma rebaixada, accessible per a persones amb mobilitat reduïda. Els trens de mercaderies estan formats per una locomotora de la sèrie 257 i un nombre variable de vagons.

## Història
L'actual línia Llobregat-Anoia dels Ferrocarrils de la Generalitat de Catalunya (FGC) està formada per la xarxa de l'antiga societat de Ferrocarrils Catalans (Companyia General dels Ferrocarrils Catalans S.A., CGFC) que s'havia constituït per unir les tres companyies creadores de bona part d'aquesta xarxa: Tranvía o Ferrocarril Económico de Manresa a Berga, Ferrocarril Central Catalán i Camino de Hierro del Nordeste de España. Aquesta antiga xarxa de CGFC era anomanada el Carrilet o línia Catalans.
- Ferrocarril de Manresa a Berga i Guardiola
- Ferrocarril d'Igualada a Martorell
- Ferrocarril de Barcelona a Martorell
- Ferrocarril de Martorell a Manresa

### Ferrocarril de Manresa a Berga i Guardiola
La zona de l'alt Llobregat vivia en una època de prosperitat a la segona meitat del segle xix per la instal·lació de colònies de la indústria tèxtil i el creixement de la mineria a la conca carbonífera de Berga. Però la zona no disposava de bones comunicacions per al transport. Els primers intents de creació d'un ferrocarril es remunten a aquesta època, i potser influenciats per la construcció del Ferrocarril de Barcelona a Saragossa que passa per Manresa. Un dels primers projectes va ser l'estudi de la construcció d'un ferrocarril de Manresa a Sallent, autoritzat el 1859 a Marià Potó, però que no va tenir continuïtat. El 1862 Joan Baptista Perera va sol·licitar l'autorització per a fer estudis per a la construcció d'un tramvia de força animal de 58 km de longitud de Manresa a Berga que començaria a l'estació de Manresa (línia de Saragossa) cap a Súria, Cardona i Berga. La fi d'aquest ferrocarril era el transport de la sal gemma de Cardona i el carbó de Berga.
L'any 1868 va haver-hi dos projectes per a la realització del Ferrocarril Manresa - Guardiola de Berguedà. Un d'elaborat per Cels Xaurado i Rovira en ample ibèric antic (1.672 mm); i l'altre, elaborat per Carles Souton en ample de via estreta. Al 25 de novembre de 1868 s'atorgava a la Carbonera Española la concessió del ferrocarril segons el projecte de Carles Souton.
El 1879 el diputat provincial per Gràcia Marià Puig i Valls va presentar el projecte d'un tramvia de vapor de Manresa a Berga d'ample de via de 750 mm, que seria aprovat el 1880 i s'atorgava la concessió per 60 anys a Marià Puig i Valls. Poc temps després es va atorgar a la Carbonera Española la concessió del Ferrocarril Manresa-Guardiola, projecte que havia estat oblidat durant tretze anys i que va ressorgir al concedir la del tramvia de vapor. Ambdues línies eren paral·leles i en molts llocs tenien el mateix traçat.
Puig i diversos propietaris i industrials de Barcelona i Berga, entre ells Rosal i Pons Enrich, van constituir la societat Tranvía o Ferrocarril Económico de Manresa a Berga (TFEMB) a la que es va transferir la conncessió que havia estat atorgada a Puig. Les obres van començar a l'estiu de 1881, però el projecte es va haver de replantejar, ja que hi havia difícils rampes i corbes per a l'explotació de la línia. El 1882 es va presentar el replantejament del projecte que ja no finalitzava a Berga, per fer-ho a la Colònia Rosal, on un dels accionistes tenia la fàbrica. La reacció popular va fer peticions al Govern perquè no s'atorgués ni l'autorització del projecte ni la declaració d'utilitat pública. La companyia, que tampoc estava del tot convençuda, va contractar a Pau i Artur Guasch perquè fessin un estudi. El dos enginyers van elaborar un dictamen en el qual dividien la línia en tres trams:
Entre el 1901 i el 1914 van anar augmentant els problemes financers del TFEMB en part per la prolongació de la línia fins a Guardiola de Berguedà. El 1914 un grup belga va comprar la majoria de les accions de la companyia amb la intenció de crear una xarxa de ferrocarrils secundaris d'uns 175 km, per fer-ho també volia encarregar-se de l'explotació dels ferrocarrils d'Igualada a Martorell (CC) i Barcelona a Martorell (NEE) i la construcció d'un ferrocarril entre Martorell i Manresa per unir-los. Amb l'arribada de la Primera Guerra Mundial i el fet que la companyia estigués en mans belgues (estat aliat) va provocar nombrosos problemes en l'explotació. El 1919 el mateix grup va crear la Compañía General de Ferrocarriles Catalanes (CGFC) i la societat va adquirir TFEMB, que seguiria existint com a societat independent, i CGFC es va fer càrrec a partir de 1920 de l'explotació de la línia.

### Ferrocarril d'Igualada a Martorell

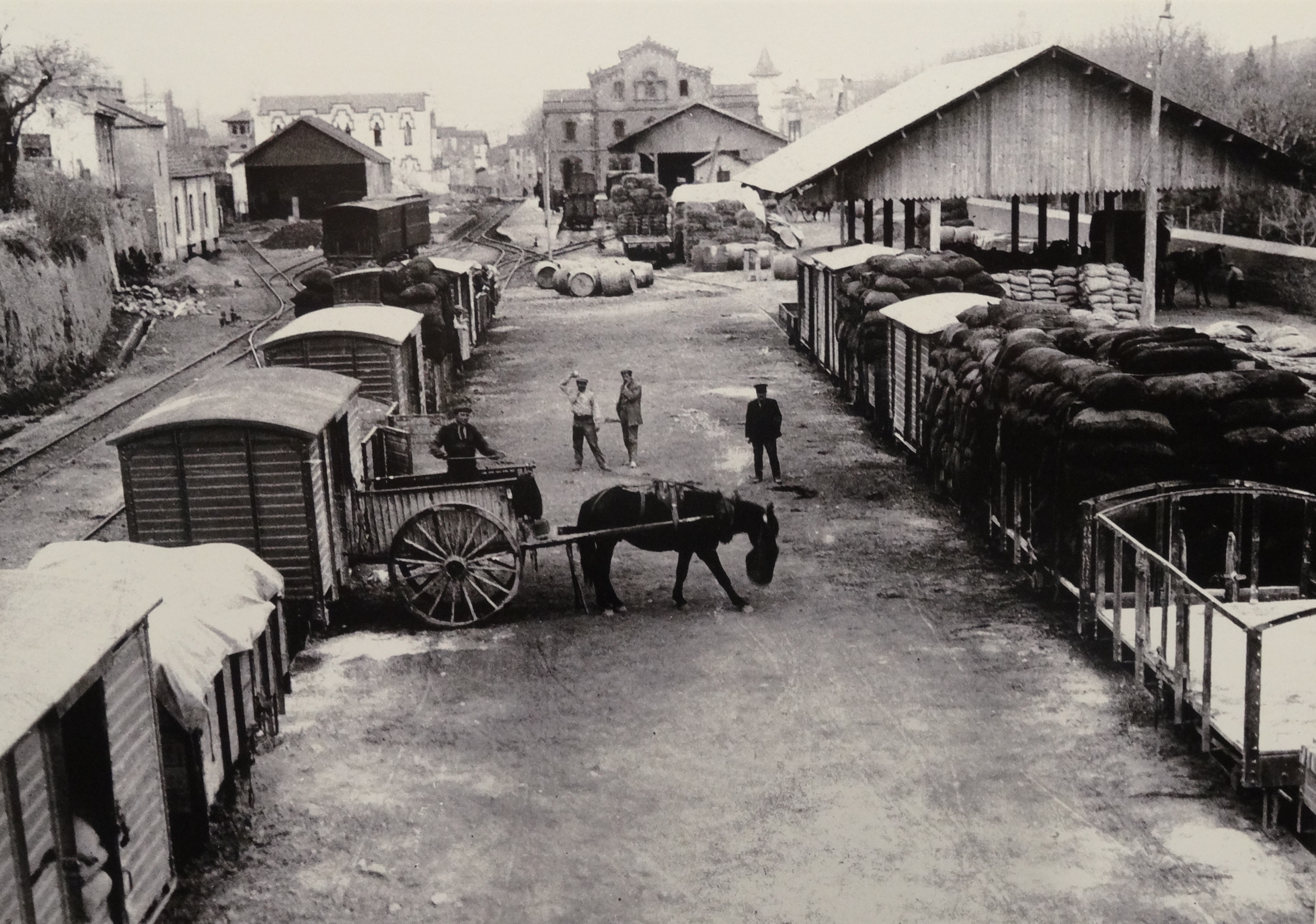
Zona de càrrega darrera l'estació de tren d'Igualada (1924)

Igualada a mitjans de segle xix era una població puixant basada en la indústria cotonera. Aquesta aniria decaient a poc a poc a causa de la manca de competitivitat de la seva producció i per portar de nou la població al seu lloc capdavanter havia de ser mitjançant la creació d'un ferrocarril.
El 1890 es va constituir la Compañía del Ferrocarril Central Catalán S.A. (CC) la qual va donar a Roesset part del capital de la companyia a canvi d'aportar els drets del carrilet, les concessions, els estudis i les obres ja iniciades del ferrocarril. Van reprendre les obres ràpidament i a l'agost de 1891 ja hi treballaven uns tres cents treballadors i arribaven a Sant Esteve Sesrovires. El gener de 1892 es van muntar els ponts i el mes de setembre arribaven les locomotores des de Bèlgica. A l'octubre arribava a Masquefa la primera locomotora, unes setmanes després a Piera i Capellades i al desembre a la Pobla de Claramunt i Igualada. Després d'autoritzar l'explotació, la línia s'inaugurava el 29 de juliol de 1893.
L'explotació de la línia no va ser gaire bona, ja que eren habituals els retards però això es va solucionar quan el 1912 es van connectar les vies del CC amb les del ferrocarril de Barcelona a Martorell de NEE, iniciant el transbordament a Martorell-Enllaç l'1 de setembre de 1913 i el 1914 començaven els primers trens directes de Barcelona a Igualada. La companyia CC passava per una difícil situació financera que es va veure agreujada amb la Primera Guerra Mundial. Quan es va fundar la Compañía General de Ferrocarriles Catalanes (CGFC) el 1919 i després que aquesta assumís l'explotació, les dues companyies van iniciar un procés de fusió que es va traduir en la venda de la majoria de les accions de CC a CGFC, que finalment va comprar la totalitat de la companyia el 1921 i dissolent la Compañía del Ferrocarril Central Catalán (CC).

### Ferrocarril de Barcelona a Martorell
El Baix Llobregat durant la segona meitat del segle xix va tenir un fort desenvolupament econòmic i demogràfic i es va fer palès la necessitat de construir un sistema de transports que unís el Baix Llobregat amb Barcelona. El 1880 ja existien les línies de Barcelona-Vilanova i Barcelona-Vilafranca-Tarragona però no donaven cobertura a bona part de la comarca, sobretot les del marge dret del riu.
Diversos propietaris i industrials van crear la societat Crédito Marítimo que va realitzar el projecte Ferrocarriles-Tranvías del Bajo Llobregat (FTBLL) i el 1882 va sol·licitar la concessió i el 1884 fou aprovat el projecte per Reial Orde. Aquest projecte pretenia construir una línia de Barcelona a Vallirana amb tres ramals, de Cornellà a Sant Feliu, de Sant Boi al Prat i de Sant Vicenç dels Horts a Sant Andreu de la Barca.
Més tard es va modificar el nom de la societat per anomenar-se Ferrocarriles Económicos del Bajo Llobregat. Les obres no es van finalitzar segons els terminis prescrits, que va sol·licitar diverses pròrrogues, però a inicis del segle xx els problemes de la societat van acabar amb la venda de la concessió el 1906 a Ferran Gillis i Sadoul. El 1907 es va constituir a Brussel·les la societat Chemin de Fer du Nord-est de l'Espagne que després va fundar la Union des Tramways. Aquesta última va rebre la concessió dels Ferrocarriles-Tranvías del Bajo Llobregat, ja que Gillis havia actuat en nom de la Union des Tramways.
El 1908 es va atorgar a la companyia Camino de Hierro del Nordeste de España (NEE), que havia castellanitzat el seu nom, la concessió d'un ferrocarril de Martorell a Sant Vicenç de Castellet amb dos ramals, un a Sant Andreu de la Barca i un altre fins a Manresa. Tretze dies més tard s'autoritzava la transferència de la concessió del ferrocarril de Vallira a Barcelona i ramals d'Union des Tramways, a NEE. La companya va replantejar els dos projectes per convertir-lo de tramvia a ferrocarril secundari i va iniciar la construcció del ferrocarril de Barcelona a Martorell. A la fi de l'any 1911 les obres estaven quasi finalitzades i veient que no podia construir tots els ramals el 1912 va modificar les concessions per esdevenir-ne una de sola anomenada «Barcelona–Manresa amb ramal a Vallirana». El 29 de desembre de 1912, van inaugurar el ferrocarril entre Magòria i Martorell-Enllaç.
El 1914 NEE va entrar en crisi per la liquidació del principal suport de la companyia, el Banco Franco-Americano. L'esclat de la Primera Guerra Mundial també va portar problemes a la companyia, ja que tenia la seu a Bèlgica. Donat els seus problemes financers, un cop passada la guerra i la constitució de Compañía General de Ferrocarriles Catalanes (CGFC) el 1919, va portar que aquesta assumís l'explotació de la línia i l'inici de la fusió. Els accionistes dels Ferrocarrils Catalans (CGFC) van adquirir el capital de NEE, que va transferir la concessió del ferrocarril a CGFC amb la dissolució final de NEE.
La companyia va sol·licitar un ramal fins al Port de Barcelona des del baixador de la Bordeta fins al port. El 22 de febrer de 1922 se li va atorgar la concessió.

### Ferrocarril de Martorell a Manresa i unió de les línies
Degut als problemes d'explotació als tres ferrocarrils de la vall del Llobregat va fer que iniciessin la unifació mitjançant la creació d'una nova entitat. El 1919 es va crear la Compañía General de Ferrocarriles Catalanes S.A.(CGFC), anomenada sovint Ferrocarrils Catalans. Aquesta va començar l'explotació dels tres ferrocarrils, més tard va absorbir la resta d'empreses i va reiniciar les obres del ferrocarril de Martorell a Manresa.
El 29 de març de 1922 s'inaugurava el tram entre Martorell i Olesa de Montserrat i el 29 d'octubre fins a Monistrol de Montserrat.

### Clausura i transferència a FEVE
La decadència de la CGFC es va iniciar amb el tancament de la línia entre Olvan i Guardiola de Berguedà el 2 de maig de 1972, a conseqüència de la construcció del pantà de La Baells. Això va privar la xarxa dels importants trànsits generats per la comarca del Berguedà. S'hi va afegir la creixent competència del transport per carretera, tant el privat com el públic, el qual oferia serveis més freqüents i amb horaris més adients. Per això, el Govern de l'Estat Espanyol va decidir clausurar la línia entre Manresa i Olvan des de l'1 de juliol de 1973, quedant oberta només la secció entre Manresa i Balsareny pels trens de mercaderies (aquest tram es va clausurar definitivament l'any 1976). La crisi econòmica de mitjans dels anys setanta i l'augment dels dèficits d'explotació van portar la CGFC a demanar ajuts estatals, que li van ser concedits el 3 de desembre de 1976 en forma de subvenció. Finalment, però, sent incapaç de redreçar la situació, va demanar el rescat avançat de les concessions, que varen passar a mans de l'empresa pública FEVE l'1 de gener de 1977.
FEVE, com anava fent habitualment des d'anys enrere, va estudiar el tancament de part de les línies, especialment les més degradades i amb un major dèficit d'explotació. Va estar a punt de ser tancada la de Martorell a Igualada, i també el tram entre la Plaça Espanya de Barcelona i l'Hospitalet de Llobregat. Va haver-hi moviments de protesta contra aquests tancaments, especialment actiu en el cas de la línia d'Igualada. Malgrat això, es va arribar a tancar el tram urbà d'Igualada, construint una nova estació als afores de la ciutat.
Després del restabliment de la Generalitat de Catalunya, un Reial Decret del 28 de juliol de 1978 li transferí les competències en matèria de transport, fent-se càrrec de l'explotació del Carrilet des del 2 de novembre, de manera transitòria des de la Conselleria de Política Territorial i Obres Públiques.

### Creació de FGC i millores

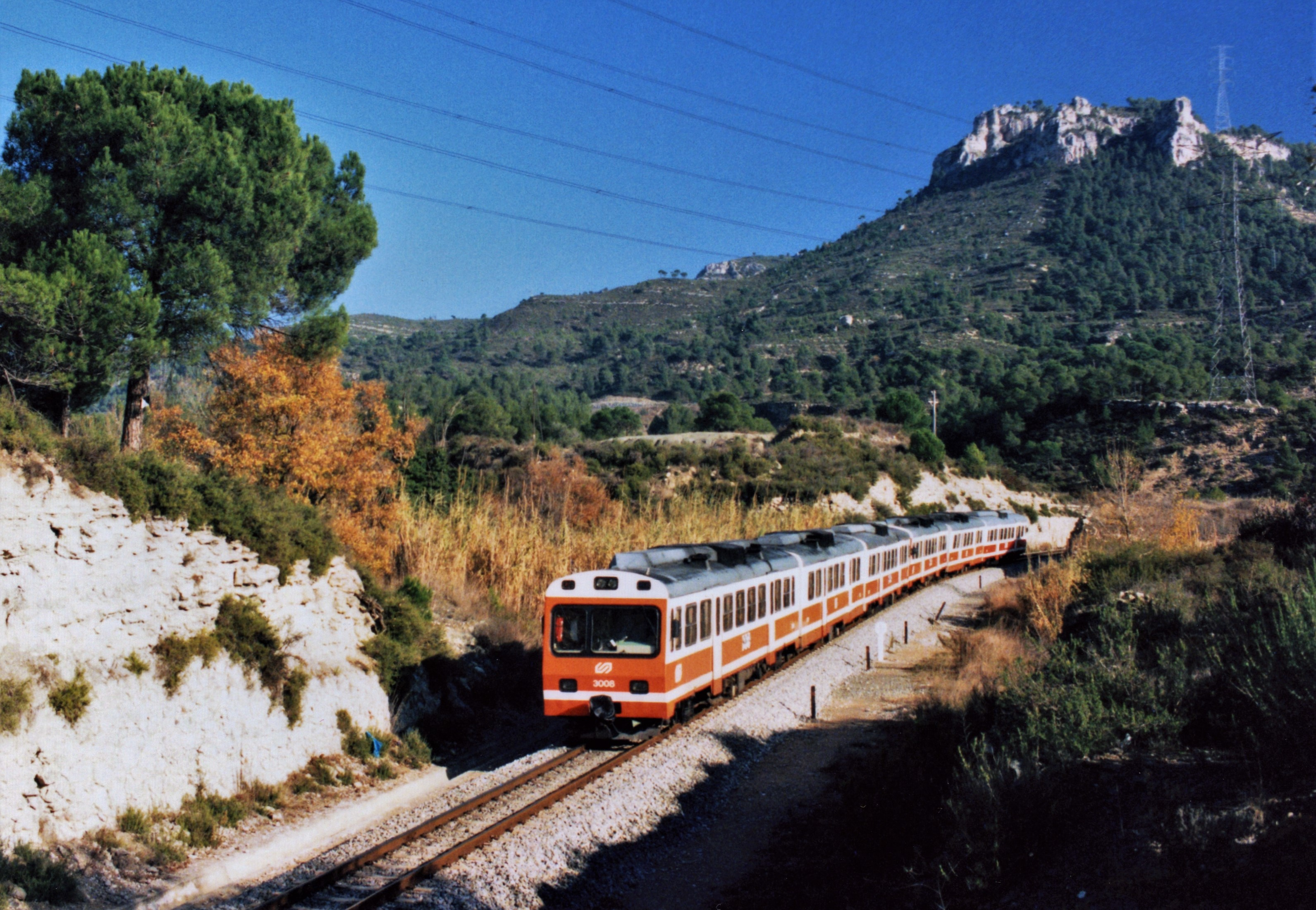
La línia es salva del tancament el 1979 i passa a ser explotada per FGC.

Ferrocarrils de la Generalitat de Catalunya (FGC) es va constituir el 5 de setembre de 1979 per gestionar l'explotació de diverses línies històriques transferides pel Govern d'Espanya a la Generalitat de Catalunya, i es considera hereva de les companyies dels Ferrocarrils Catalans (Línia Llobregat-Anoia) i Ferrocarrils de Catalunya (Línia Barcelona-Vallès). Els FGC van implantar una sèrie de millores a les línies que gestionava, a la dècada de 1990 els dos governs van signar un conveni per finançar infraestructures de transport i els FGC va constituir l'anomenat "Metro del Baix Llobregat", establint freqüències més elevades. Es van renovar diversos trams per augmentar la velocitat i millora del manteniment de la infraestructura. Entre el 1996 i el 1999 es va electrificar el tram entre Martorell i Igualada.

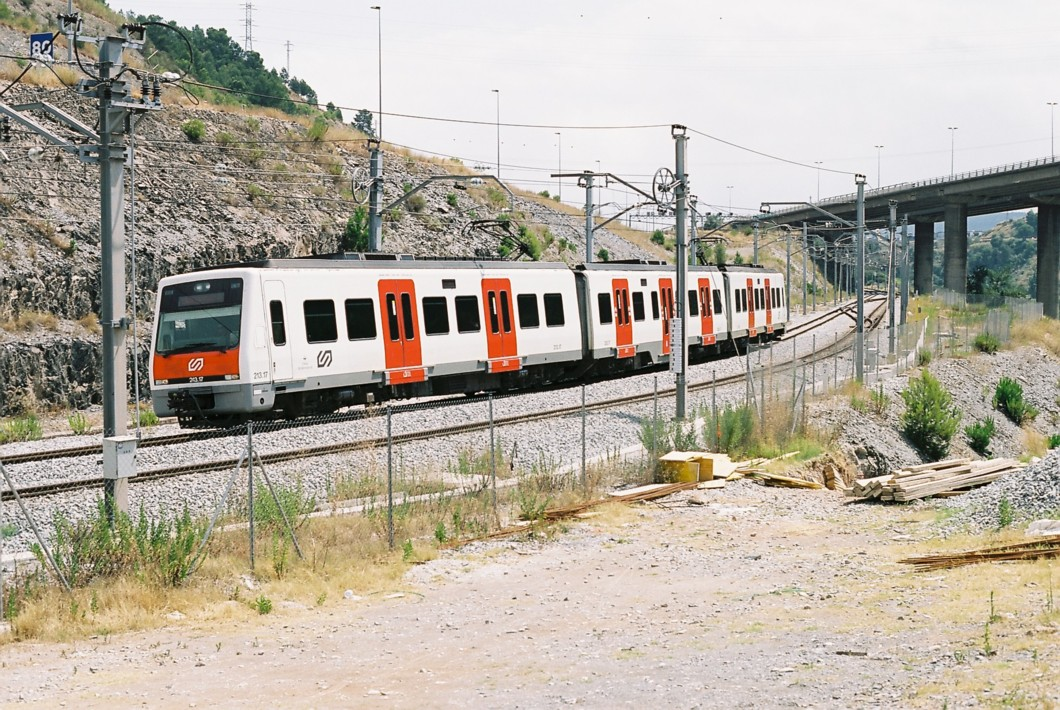
Dupliclació de via fins a Martorell el 2006.

Es realitzaren treballs de desdoblament, primer el 1997 entre Plaça Espanya i Ildefons Cerdà, el 2000 entre Sant Boi i Santa Coloma de Cervelló, el 2001 a Sant Andreu de la Barca, el 2005 a Martorell, el 2006 entre Palau i Martorell-Vila i el 2007 a Pallejà suposant doble via a tot el traçat entre Barcelona i Martorell. Finalment, el 2008, entrà en servei la segona via de Martorell a Olesa.
Entraren en funcionament el 2002 l'estació de Palau i el 2003 l'estació de Quatre Camins. També s'obriren dos nous intercanviadors el 2007: l'estació d'Europa Fira (amb l'arribada prevista de la línia 9) i Martorell-Central amb enllaç amb els trens de rodalia de RENFE. Les freqüències fins a l'any 2007 eren d'uns set minuts i mig i en hora vall de deu minuts, amb el "Metro del Baix Llobregat" es van passar a freqüències de tres minuts fins a Sant Boi de Llobregat. Incrementant colateralment el viatge en deu minuts a serveis de rodalia de la Línia Llobregat-Anoia.
Les obres de la línia d'alta velocitat Madrid-Barcelona van desplaçar el 20 d'octubre de 2007 un mur del túnel de la Línia Llobregat-Anoia a l'alçada de l'estació del Gornal, que va provocar un caos ferroviari a l'àrea metropolitana de Barcelona. Les obres que duia a terme el Ministeri de Foment van provocar cinc esvorancs el mes d'octubre en dues setmanes, que van provocar el tall de les línies de Rodalia de Barcelona de Renfe Operadora i la Línia Llobregat-Anoia de Ferrocarrils de la Generalitat de Catalunya. El darrer esvoranc que va provocar el desplaçament del mur del túnel de FGC va ser el més greu de tots, entre les parades d'Europa Fira i Av. Carrilet. L'operatiu d'emergència de substitució es va compondre d'uns dos cents autobusos i la gratuïtat dels serveis afectats. El servei de la línia no es va restablir fins a la darrera setmana de febrer del 2008, quatre mesos després del tall ferroviari.

## Serveis

### Serveis de viatgers

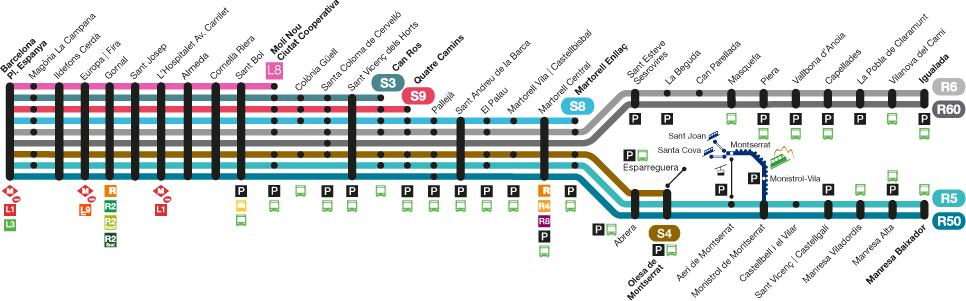
Esquema dels diferents serveis de la línia.

| Xarxa     | Servei                            | Recorregut                                   |
| Metro     |                                   | Pl. Espanya - Molí Nou \| Ciutat Cooperativa |
| Suburbans |                                   | Pl. Espanya - Can Ros                        |
| Suburbans | Pl. Espanya - Olesa de Montserrat |                                              |
| Suburbans | Pl. Espanya - Martorell Enllaç    |                                              |
| Suburbans | Pl. Espanya - Quatre Camins       |                                              |
| Rodalies  |                                   | Pl. Espanya - Manresa Baixador               |
| Rodalies  | R50                               | Pl. Espanya - Manresa Baixador (semidirecte) |
| Rodalies  | Pl. Espanya - Igualada            |                                              |
| Rodalies  | R60                               | Pl. Espanya - Igualada (semidirecte)         |

### Serveis de mercaderies
Actualment, FGC opera dos serveis de transport de mercaderies en aquesta línia:
- Transport de potassa entre les estacions de Súria i el Port de Barcelona. Circulen tres trens diaris (matí, tarda i nit), de dilluns a divendres, formats per un màxim de 20 vagons tremuja de la sèrie 62.000, remolcats per una locomotora de la sèrie 254. Amb la composició màxima, tenen una longitud de 270 metres, i un pes màxim de 1.200 tones.
- Transport d'automòbils nous de SEAT entre la factoria situada a Martorell, i el Port de Barcelona. Circulen tres trens diaris (matí, tarda i nit), de dilluns a divendres, formats per una composició de set vagons de la sèrie sèrie 65.000, remolcats per una locomotora de la sèrie 254. Aquests trens tenen una longitud de 400 metres, i un pes d'unes 650 tones.

## Línies
Aquestes són les línies ferroviàries que formen aquesta xarxa, i les seves característiques:
| Línia                                                   | Longitud | Electrificació | Doble via                                                 | Observacions |
| ------------------------------------------------------- | -------- | -------------- | --------------------------------------------------------- | --- |
| Barcelona-Plaça Espanya a Manresa Baixador              | 63,3 km  | SI             | 38 km entre Barcelona-Plaça Espanya i Olesa de Montserrat | Soterrada entre Barcelona-Plaça Espanya i Cornellà de Llobregat, i al pas per Pallejà i Sant Andreu de la Barca |
| Martorell Enllaç a Igualada                             | 35 km    | SI             | NO                                                        | |
| Barcelona Port a Sant Boi                               | 13,7 km  | NO             | NO                                                        | Només per trens de mercaderies                                                                                  |
| Martorell Central a Inovyn                              | 0,5 km   | NO             | NO                                                        | Només per trens de mercaderies. Servei suspès des del 26-11-2018                                                |
| PK 35+340 IG/MC (Martorell) a Factoria SEAT             | 1 km     | NO             | NO                                                        | Només per trens de mercaderies                                                                                  |
| Manresa Alta a Súria                                    | 12,4 km  | NO             | NO                                                        | Només per trens de mercaderies.                                                                                 |
| PK 6+186 MA/SL (bifurcació al ramal de Súria) a Sallent | 10 km    | NO             | NO                                                        | Només per trens de mercaderies. Servei suspès des del 20-12-2018                                                |

## Estacions
| Estació                         | Línies amb parada | Correspondència | Municipi                  | Zona |
| ------------------------------- | ----------------- | --------------- | ------------------------- | ---- |
| Tram comú Barcelona-Martorell   |                   |                 |                           |      |
| Gràcia                          |                   |                 | Barcelona                 | 1    |
| Francesc Macià                  |                   |                 | Barcelona                 | 1    |
| Hospital Clínic                 |                   |                 | Barcelona                 | 1    |
| Barcelona - Pl. Espanya         | R50 · R60         |                 | Barcelona                 | 1    |
| Magòria La Campana              |                   |                 | Barcelona                 | 1    |
| Ildefons Cerdà                  | R50 · R60         |                 | L'Hospitalet de Llobregat | 1    |
| Europa \| Fira                  | R50 · R60         |                 | L'Hospitalet de Llobregat | 1    |
| Gornal                          | R50 · R60         |                 | L'Hospitalet de Llobregat | 1    |
| Sant Josep                      | R50 · R60         |                 | L'Hospitalet de Llobregat | 1    |
| L'Hospitalet Av. Carrilet       | R50 · R60         |                 | L'Hospitalet de Llobregat | 1    |
| Almeda                          | R50 · R60         |                 | Cornellà de Llobregat     | 1    |
| Cornellà Riera                  | R50 · R60         |                 | Cornellà de Llobregat     | 1    |
| Sant Boi                        | R50 · R60         |                 | Sant Boi de Llobregat     | 1    |
| Molí Nou \| Ciutat Cooperativa  |                   |                 | Sant Boi de Llobregat     | 1    |
| Colònia Güell                   |                   |                 | Santa Coloma de Cervelló  | 2B   |
| Santa Coloma de Cervelló        | R60               |                 | Santa Coloma de Cervelló  | 2B   |
| Sant Vicenç dels Horts          | R50 · R60         |                 | Sant Vicenç dels Horts    | 2B   |
| Can Ros                         |                   |                 | Sant Vicenç dels Horts    | 2B   |
| Quatre Camins                   |                   |                 | Sant Vicenç dels Horts    | 2B   |
| Pallejà                         | R50               |                 | Pallejà                   | 2B   |
| Sant Andreu de la Barca         | R50 · R60         |                 | Sant Andreu de la Barca   | 2B   |
| El Palau                        |                   |                 | Sant Andreu de la Barca   | 2B   |
| Martorell Vila \| Castellbisbal |                   |                 | Castellbisbal             | 2B   |
| Martorell Central               | R50 · R60         |                 | Martorell                 | 3B   |
| Martorell Enllaç                |                   |                 | Martorell                 | 3B   |
| Bifurcació                      |                   |                 |                           |      |
| Ramal de Manresa                |                   |                 |                           |      |
| Abrera                          | R50               |                 | Abrera                    | 3B   |
| Olesa de Montserrat             | R50               |                 | Olesa de Montserrat       | 3B   |
| Aeri de Montserrat              |                   |                 | Monistrol de Montserrat   | 4Z   |
| Monistrol de Montserrat         | R50               |                 | Monistrol de Montserrat   | 4Z   |
| Castellbell i el Vilar          |                   |                 | Castellbell i el Vilar    | 5E   |
| Sant Vicenç \| Castellgalí      |                   |                 | Sant Vicenç de Castellet  | 5E   |
| Manresa Viladordis              | R50               |                 | Manresa                   | 6C   |
| Manresa Alta                    | R50               |                 | Manresa                   | 6C   |
| Manresa Baixador                | R50               |                 | Manresa                   | 6C   |
| Ramal d'Igualada                |                   |                 |                           |      |
| Sant Esteve Sesrovires          | R60               |                 | Sant Esteve Sesrovires    | 3B   |
| La Beguda                       |                   |                 | Masquefa                  | 4C   |
| Can Parellada                   |                   |                 | Masquefa                  | 4C   |
| Masquefa                        | R60               |                 | Masquefa                  | 4C   |
| Piera                           | R60               |                 | Piera                     | 4C   |
| Vallbona d'Anoia                | R60               |                 | Vallbona d'Anoia          | 5C   |
| Capellades                      | R60               |                 | Capellades                | 5C   |
| La Pobla de Claramunt           | R60               |                 | La Pobla de Claramunt     | 5C   |
| Vilanova del Camí               | R60               |                 | Vilanova del Camí         | 6B   |
| Igualada                        | R60               |                 | Igualada                  | 6B   |

## Material rodant

### Material en servei
Material en servei a la línia Llobregat-Anoia al maig de 2019.
| Imatge          | Sèrie  | Quantitat             | Números                                     | Anys construcció | Fabricants              | Observacions |
| --------------- | ------ | --------------------- | ------------------------------------------- | --- | ----------------------- | --- |
|                 | 213    | 42                    | 213.01-283.01-213.51 a 213.42-283.42-213.92 | 1998-1999 (213.01 a 213.20 fabricades per CAF) 2005-2006 (213.21 a 213.33 fabricades per Alstom) 2009 (fabricades per Bombardier) | CAF, Alstom, Bombardier | Composició M-R-M |
| Sèrie 257 d'FGC | 257    | 5                     | 257.01 a 257.05                             | 2022-2023 | Stadler Rail            | Locomotora híbrida (funciona amb dièsel i el corrent elèctric de la catenària)                                      |
|                 | 256    | 1                     | 256.01                                      | 2020 | Stadler Rail            | Locomotora dual i mixta adherència-cremallera per trens de treballs en aquesta línia i al Cremallera de Montserrat. |
|                 | 62.000 | 73 (originalment 110) | 62.001 a 62.110                             | 1990-1991 | CAF                     | Per transportar potassa. Queden en servei 73 dels 110 vagons adquirits.                                             |
|                 | 65.000 | 7                     | 65.001 a 65.007                             | 2007 | TAFESA                  | Per transportar automòbils nous. Un vagó curt de dos mòduls, i sis vagons llargs de sis mòduls.                     |

### Material antic, fora de servei
Material que va circular a la línia Llobregat-Anoia en el passat.
| Imatge | Sèrie      | Quantitat | Números                                                                     | Anys construcció | Anys de baixa | Fabricants                          | Observacions |
| ------ | ---------- | --------- | --------------------------------------------------------------------------- | ---------------- | ------------- | ----------------------------------- | --- |
|        | 254        | 3         | 254.01 a 254.03                                                             | 1990             | 2023          | Meinfesa, EMD (General Motors)      | Model JT18LC2D d'EMD. |
|        | 211        | 10        | 211.01-281.01-282.01 a 211.07-281.07-282.07 i 211.08-282.08 a 211.10-282.10 | 1987-1988        | 2009          | MACOSA, MTM, Alsthom                | Set trens en composició M-R-Rc i tres en composició M-Rc |
|        | 255        | 1         | 255.01                                                                      | 2009 (2011)      | (2017)        | CFD, Ingeteam                       | Locomotora dual del tipus TD 2000 llogada a Eusko Trenbideak entre juliol de 2011 i novembre de 2017. Forma part d'una sèrie de 12 locomotores construïdes entre els anys 2009 i 2011 |
|        | 700 i 1000 | 10        | 701 a 706, 1001 a 1003 i 1009                                               | 1955 i 1965      | 2021          | Alsthom                             | Locomotores dièsel-elèctriques tipus "Union Française" BB44T, per trens de mercaderies.                                                                                               |
|        | 800        | 1         | 801                                                                         | 1962             | ¿2000?        | Metalúrgica de San Martín, Gmeinder | Tractor dièsel-hidráulic per maniobres |
|        | 810        | 2         | 811 i 812                                                                   | 195? i 1967      | 2019          | Metalúrgica de San Martín           | Tractors dièsel-mecànics per maniobres al taller de Martorell Enllaç |
|        | 820        | 4         | 821-824                                                                     | 1967             | 1992          | SECN, Yorkshire Engine Co.          | Tractors dièsel-hidráulics per maniobres |
|        | 3000       | 5         | 3001 a 3008, 3010 a 3015 i 4001                                             | 1959-1967        | 1999          | Esslingen, MAN                      | Material modernitzat entre 1985 i 1988, formant cinc composicions de tres cotxes (M-R-M)                                                                                              |
|        | 5000       | 8         | 5001 a 5009, 5101 a 5103, 5105, 5106, 6001 a 6005, 6101 i 6102              | 1960-1971        | 1999          | SECN, Ganz                          | Material modernitzat entre 1985 i 1990, formant quatre composicions de tres cotxes (M-R-M) i quatre de dos cotxes (M-Rc)                                                              |
|        | 8000       | 2         | 8001-8101-8201 i 8002-8102-8202                                             | 1949 (1994)      | 1999          | SIG, MFO                            | Composició M-R-Rc. Adquirits de segona mà el 1994 al ferrocarril suís Appenzellerbahen.                                                                                               |
|        | 63.000     | 86        | 63.001 a 63.086                                                             | 1986-1987        | 2017          | CAF                                 | Vagons bolcadors per al transport de sal entre Súria i Martorell. |

### Material històric preservat
Ferrocarrils de la Generalitat de Catalunya conserva una gran collecció de vehicles històrics. Malgrat que en el passat es feien regularment trens amb part d'aquests vehicles, avui la gran majoria estan fora de servei i no exposats al públic. És prevista la construcció d'un museu a Martorell, on es pugui exposar i visitar tot aquest material.
| Imatge | Tipus                | Número        | Procedència                 | Any construcció | Any de baixa | Fabricants                  | Propietari actual | Observacions |
| ------ | -------------------- | ------------- | --------------------------- | --------------- | ------------ | --------------------------- | ----------------- | --- |
|        | Locomotora de vapor  | 22 Olot       | Ferrocarril d'Olot a Girona | 1926            | 1969         | MTM                         | FGC               | Va estar en servei remolcant trens històrics a FGC entre els anys 1988 i 2010. Guardada a l'estació de Barcelona Plaça Espanya.        |
|        | Locomotora de vapor  | 28            | CGFC                        | 1901            | Anys 60      | Nuevo Vulcano               | MNACTEC           | Exhibida a l'exposició permanent de La Pobla de Lillet.                                                                                |
|        | Locomotora de vapor  | 31            | CGFC                        | 1902            | Anys 60      | MTM                         | AAFCB             | Va estar en servei remolcant trens històrics a FGC entre els anys 1981 i 1999. Guardada a la nau de material històric de Manresa Alta. |
|        | Locomotora de vapor  | 106 Garratt   | CGFC                        | 1926            | Anys 60      | Saint-Léonard               | AAFCB             | Guardada a la nau de material històric de Manresa Alta.                                                                                |
|        | Locomotora de vapor  | 209 Monistrol | CGFC                        | 1948            | Anys 60      | Energie                     | FGC               | Guardada a l'estació de Barcelona Plaça Espanya.                                                                                       |
|        | Locomotora elèctrica | 304 Patxanga  | CGFC                        | 1926            | Anys 70      | Braine-le-Comte i Ganz      | AAFCB             | Va estar en servei remolcant trens històrics a FGC entre els anys 1981 i 2012. Guardada a l'estació de Barcelona Plaça Espanya.        |
|        | Tractor dièsel       | 801           | CGFC                        | 1962            | c2000        | Metalúrgica de San Martín   | FGC               | Cedida el 2010 a l'Associació d'Amics del Carrilet del Delta de l'Ebre, a Deltebre.                                                    |
|        | Tractor dièsel       | 811 o 812     | CGFC                        | 1950 i 1967     | En servei    | Metalúrgica de San Martín   | FGC               | Encara estan en servei al taller de Martorell Enllaç.                                                                                  |
|        | Locomotora dièsel    | 1003          | CGFC                        | 1955            | En servei    | Alsthom                     | FGC               | Encara està en servei comercial, però ja pintada en colors històrics des del 2011.                                                     |
|        | Automotor elèctric   | 5105          | CGFC                        | 1959            | c1995        | SECN                        | FGC               | Únic automotor de la sèrie que no es va modernitzar. Guardat a la nau de material històric de Manresa Alta.                            |
|        | UT elèctrica         | 211.04        | FGC                         | 1987            | 2009/2010    | MACOSA                      | FGC               | Guardada a l'estació de Barcelona Plaça Espanya.                                                                                       |
|        | Cotxe de viatgers    | B-101         | CGFC                        | 1925            | c1960        | Braine-le-Compte            | FGC               | Cotxe de bogis del tipus Martorell. Exhibit a l'exposició permanent de La Pobla de Lillet.                                             |
|        | Cotxe de viatgers    | C-5           | CGFC                        | 1893            | c1970        | MFC                         | FGC               | Cotxe de dos eixos procedent del Ferrocarril Central Catalán. En servei.                                                               |
|        | Cotxe de viatgers    | C-31          | CGFC                        | 1925            | c1965        | Braine-le-Compte            | FGC               | Cotxe de bogis del tipus Martorell. En servei.                                                                                         |
|        | Cotxe de viatgers    | C-36          | CGFC                        | 1893            | c1970        | MFC                         | FGC               | Cotxe de bogis procedent del Ferrocarril Central Catalán. Conegut com a "Trompetero". En servei.                                       |
|        | Cotxe de viatgers    | C-103         | CGFC                        | 1925            | 1973         | Braine-le-Compte            | FGC               | Cotxe de bogis del tipus Martorell. En servei.                                                                                         |
|        | Cotxe de viatgers    | C-117         | CGFC                        | 1923            | c1970        | Ragheno                     | FGC               | Cotxe de bogis del tipus Martorell. En servei.                                                                                         |
|        | Furgó                | F-13          | CGFC                        | 1923            | c1980        | MFC                         | FGC               | Furgó d'equipatges. En servei amb un tipus d'enganxall diferent a cada testera.                                                        |
|        | Vagó tancat          | Hg 219        | CGFC                        | 1924            | 1998         | S.A. Métallurgique Nivelles | FGC               | Vagó tancat amb garita de fre. En servei amb un tipus d'enganxall diferent a cada testera.                                             |
|        | Vagó de vores        | U 269         | CGFC                        | 1945            | c1960        | MFC                         | FGC               | Vagó obert de fusta de vores pel transport de mineral. Guardat a la nau de material històric de Manresa Alta.                          |
|        | Vagó de vores        | Mw 405        | CGFC                        | 1967            | c1990        | CGFC                        | FGC               | Vagó metàl·lic obert de vores pel transport de mineral. Guardat a la nau de material històric de Manresa Alta.                         |
|        | Vagó sitja           | X 501         | CGFC                        | c1960           | c1990        | CGFC                        | FGC               | Vagó sitja pel transport de ciment en pols. Guardat a la nau de material històric de Manresa Alta.                                     |

## Futures ampliacions

Esquema de la línia 8 i l'ampliació fins a Gràcia.

L'any 1997 es va crear l'Autoritat del Transport Metropolità (ATM), aglutinant diferents administracions responsables, i s'inicia el planejament de forma més global integrant les línies de Renfe, FGC, TMB (FMB i Bus). El Pla Director d'Infraestructures 2001-2010 elaborat per l'ATM va ser aprovat el 2002, i preveia un perllongament per a la línia Llobregat-Anoia entre Barcelona - Pl. Espanya i la Plaça Gal·la Placídia on enllaçaria amb l'estació de Gràcia, amb un total de tres estacions i 3,8 km de longitud, amb enllaç a Entença (L5) i Francesc Macià (Trambaix), amb l'objectiu de "facilitar l'accés dels usuaris de la línia Llobregat-Anoia al centre de la ciutat de Barcelona, així com incrementar la cobertura territorial de l'Esquerra de l'Eixample" i "connectar amb les línies de Balmes i del Vallès".
Posteriorment es va firmar el "Pacte nacional per a les infraestructures" i l'ATM va canviar el projecte anterior al Pla Director d'Infraestructures 2009-2018, amb el mateix recorregut fins a Gràcia i ampliant-lo fins a deu estacions cap a Parc del Besòs, amb una longitud total de 10,9 km, enllaçant amb Entença (L5), Francesc Macià (Trambaix), Gràcia (FGC), Joanic (L4), Sagrada Família (L2 i L5), Glòries (L1 i Trambesòs), Pere IV (Trambesòs), Besòs Mar (L4) i Parc del Besòs (Trambesòs).
Al PDI 2009-2018 es recull també una nova línia Poblenou-UAB, que podria ser de caràcter independent o, segons que recomana el PDI, ser un segon perllongament de la línia, que connectaria la línia Llobregat-Anoia i la línia Barcelona-Vallès. Aquesta línia tindria 14,4 km de longitud i 8 estacions, i enllaçaria amb Bac de Roda (L2), la Sagrera (L1, L4, L5, L9 i R3 i R4 de Rodalies), Maragall (L4 i L5), Mundet (L3), Cerdanyola Universitat (R7 i R8 de Rodalies), UAB (FGC). El 2005 es van iniciar els estudis.
El 2005 es van iniciar els estudis del perllongament de la Línia Llobregat-Anoia entre Espanya i Gràcia, amb connexions a Hospital Clínic i Francesc Macià. La previsió inicial d'inici de les obres al 2021 es va posposar fins al 2023. Finalment, les obres van començar al gener de 2024, amb l'objectiu de posar el perllongament en servei entre 2029 i 2030.